# Nesselröden (Adelsgeschlecht)

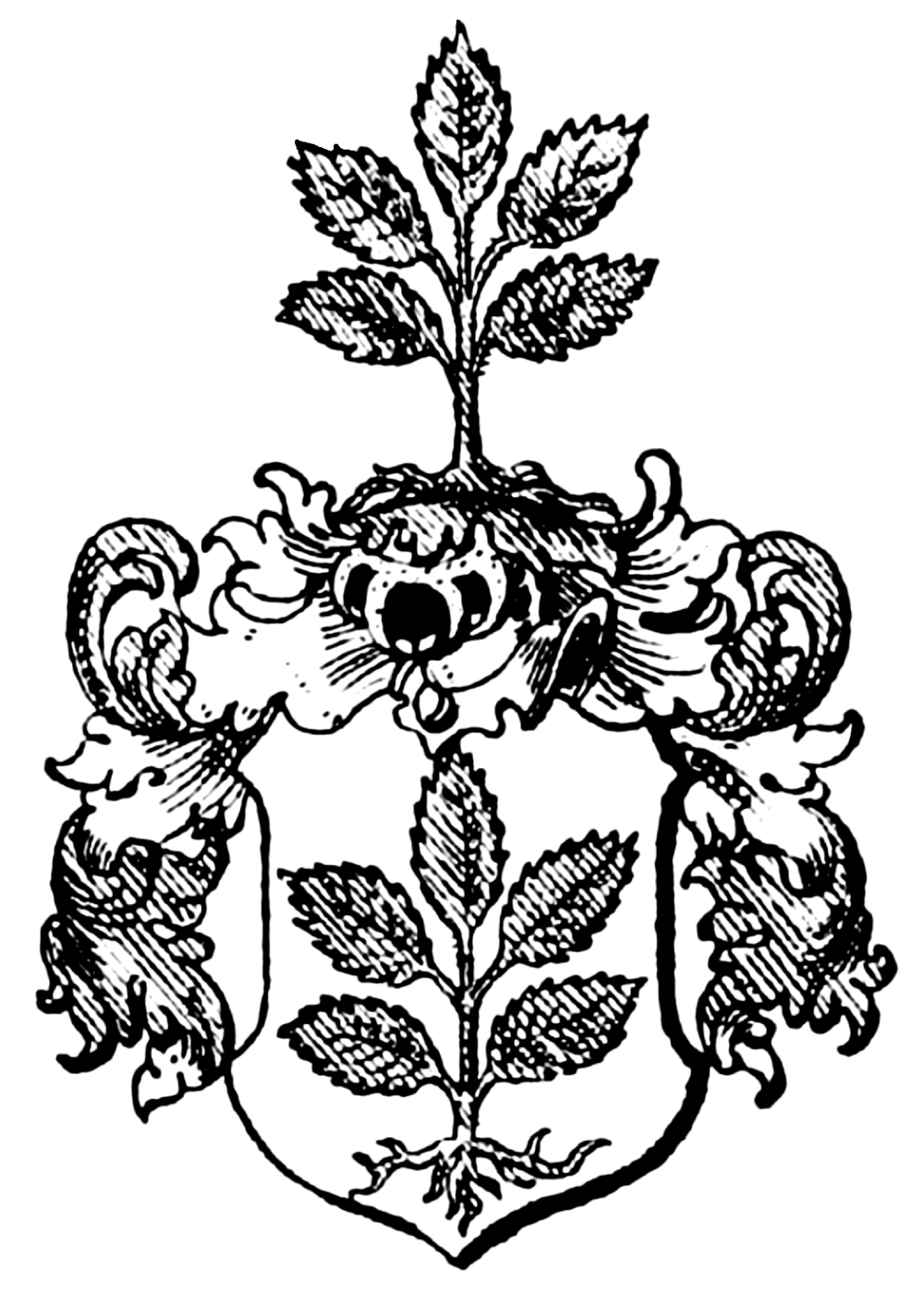
Wappen derer von Nesselröden

Nesselröden (weitere Schreibweisen: Nesselrieden, später Nesselrodt, nicht selten auch fälschlich Nesselrode) ist der Name eines alten hessisch-thüringischen Adelsgeschlechts, das etwa seit dem 14. Jahrhundert seinen Stammsitz in Krauthausen (Thüringen) in der Nähe von Eisenach hatte und ursprünglich vermutlich aus Nesselröden (bei Herleshausen) stammte. Weitere Güter befanden sich in Lengröden und Creuzburg.
Das Geschlecht ist nicht stammesverwandt mit den bergischen Herren von Nesselrode.

## Geschichte
Die Ersterwähnung derer von Nesselröden erfolgte im Jahre 1242 mit dem Ritter Bertholdus de Nezelrede in einer Urkunde der  Grafen von Klettenberg.
Mitglieder der Familie waren lange Zeit Burgmannen der Creuzburg, zeitweise Ratsmitglieder von Eisenach und traten häufig als Zeugen in hessisch/thüringischen Klöster-, Adels- und Landgrafenurkunden auf. In Thüringen und Hessen hatten sie unter anderem Besitzungen in Krauthausen und Lengröden, Creuzburg, Ifta, Scherbda, Burg Brandenburg und Lauchröden.
Verbindungen der Familienmitglieder sind u. a. bekannt zu den Familien von Hundelshausen, von Creuzburg, von Goldacker, von Boyneburg, von Wangenheim, von Amelunxen, von Diemar, von Pfuhl sowie von Uslar-Gleichen.
Mit dem Tod des Wilhelm Friedrich Leberecht von Nesselrodt erlosch dieses Geschlecht im Jahre 1799. Drei Grabsteine der Herren von Nesselröden aus dem 16. und 17. Jahrhundert (z. T. mit Wappen) befinden sich an der Kirche von Krauthausen.
Eine Verbindung derer von Nesselröden zu den westfälischen von Nesselrode ist bislang nicht bekannt, jedoch werden diese Familien häufig verwechselt.

## Besitzungen
Die Familie hatte in Thüringen folgende Güter: Krauthausen u. Lengröden, Creuzburg, Ifta, Scherbda, Burg Brandenburg, Lauchröden, Treffurt, Schnellmannshausen, Großburschla, Wolfsburg und Unkeroda, Barchfeld, Fröttstädt, Burla, Neustedt und Pösen. In Hessen besaßen sie Herleshausen, Netra und Sonneborn (Wüstung bei Waldkappel).

## Wappen
Das Wappen zeigt in Silber eine fünfblättrige, mit der Wurzel ausgerissene grüne Nesselstaude. Auf dem Helm mit grün-silbernen Decken die fünfblättrige Brennnessel mit Wurzel.

## Persönlichkeiten
- Bertoldus de Nezelriede (1268, als Zeuge in einer Urkunde des Klosters Kaufungen)
- Johannes de Neszelrid (1297/1298, Deutschmeister des Deutschen Ordens Marburg)
- Walther (1333 Vogt u. Amtmann zu Treffurt)
- Peter (Petze) von Nesselrieden (1372, gemeinschaftlicher Vogt zu Tenneberg, Grimmenstein und Wachsenburg)
- Friedrich/Sigfrid de Nezzelrieden (Domherr in Würzburg, 1382–1389 erwähnt)
- Hedwig (1403 Äbtissin des St.-Jakob-Klosters zu Creuzburg)
- Johann Ernst Wilhelm von Nesselrodt, (Eisenachischer Landeshauptmann, † 24. Februar 1761)
- Wilhelm Friedrich Leberecht von Nesselrodt (Oberst, † 31. Mai 1799)